# José Emilio Amavisca Gárate
José Emilio Amavisca Gárate (Laredo, Cantàbria, 19 de juny de 1971), exfutbolista càntabre. Jugava d'interior esquerra i el seu primer equip va ser la Sociedad Deportiva Laredo. Va ser internacional amb la selecció espanyola.

## Trajectòria
Va debutar en la Primera divisió espanyola amb el Reial Valladolid a Balaídos, contra el Celta de Vigo (0-0) en la temporada 1989-90. La temporada 1991-92 va ser cedit pel Reial Valladolid al Lleida en segona, amb un excel·lent rendiment aquell any, on va jugar 36 partits i va marcar 14 gols, cosa que va permetre la seva tornada a Pucela on va jugar fins a 1994. El 1993 el Govern de Cantàbria li va concedir la Medalla d'Or al Mèrit de l'Esport Càntabre, que comparteix amb el guardó del mateix rang de la Junta de Castella i Lleó.
La temporada 1994-95 va ser fitxat sense massa soroll pel Reial Madrid, i tot i que era un dels descartats inicials del seu entrenador Jorge Valdano, el seu bon rendiment en la pretemporada va fer que es quedés en el club blanc, en un any on va marcar deu gols, i va formar una parella letal en atac amb el xilè Ivan Zamorano, tot sent un dels jugadors clau en la conquesta del títol de lliga.
Les temporades següents va jugar amb regularitat en el Reial Madrid guanyant altra lliga i la Lliga de Campions de la UEFA 1997-98, però l'arribada de Hiddink a l'any següent va forçar la seva marxa al Racing de Santander. Amb el club càntabre va ser titular les tres temporades següents i el seu destacat rendiment va permetre que el Deportivo de La Corunya el fitxés en l'estiu de 2001.
Amb els gallecs va romandre fins a finalitzar la temporada 2003-04 i va guanyar la Copa del Rei de 2002. Va jugar les seues dues últimes temporades com professional en l'Espanyol.
Va ser un dels integrants de la selecció olímpica que va aconseguir l'or contra Polònia en els Jocs Olímpics de 1992. Amb la selecció de futbol d'Espanya va debutar el 1994, en un Xipre-Espanya (1-2) valedor per a l'Eurocopa de 1996. En total va jugar quinze partits amb la selecció i va marcar un gol.

## Clubs
| Club                | Any       |
| ------------------- | --------- |
| SD Laredo           | 1988-1989 |
| Reial Valladolid    | 1989-1991 |
| UE Lleida           | 1991-1992 |
| Reial Valladolid    | 1992-1994 |
| Reial Madrid        | 1994-1999 |
| Racing de Santander | 1999-2001 |
| Deportivo La Coruña | 2001-2004 |
| RCD Espanyol        | 2004-2006 |

## Palmarès
- 1 Or als Jocs Olímpics de Barcelona
- 1 Copa Intercontinental
- 1 Champions League
- 2 Lligues espanyoles
- 1 Copa del Rei
- 2 Supercopes